# Diplopterys
Diplopterys (A. Juss.) é um género botânico pertencente à família Malpighiaceae. O gênero Diplopterys, possui 45 espécies encontradas na América do Sul, com ocorrência na Bolívia, Equador, Colômbia, Peru e Brasil.

## Espécies
| - Diplopterys amplectens - Diplopterys araujei - Diplopterys bahiana - Diplopterys bracteosa - Diplopterys cabrerana - Diplopterys cachimbensis - Diplopterys caduciflora - Diplopterys carvalhoi - Diplopterys cristata - Diplopterys cururensis - Diplopterys cururuensis - Diplopterys erianthera - Diplopterys heterostyla - Diplopterys hypericifolia - Diplopterys includens - Diplopterys involuta - Diplopterys krukoffii - Diplopterys leiocarpa - Diplopterys longialata - Diplopterys lucida - Diplopterys lutea - Diplopterys marsballiana | - Diplopterys marshalliana - Diplopterys mexicana - Diplopterys microcarpa - Diplopterys nigrescens - Diplopterys nutans - Diplopterys paralias - Diplopterys patula - Diplopterys pauciflora - Diplopterys peruviana - Diplopterys platyptera - Diplopterys populifolia - Diplopterys pubipetala - Diplopterys riparia - Diplopterys rondoniensis - Diplopterys rosea - Diplopterys schunkei - Diplopterys sepium - Diplopterys spruceana - Diplopterys uleana - Diplopterys valvata - Diplopterys virgultosa - Diplopterys woytkowskii |